# Dulcis in fundo
Dulcis in fundo è un'espressione pseudo-latina che, all'orecchio di un parlante Italiano, significherebbe "il dolce giunge alla fine del pranzo". Come tale è considerata da Giuseppe Fumagalli ("Il dolce viene in fondo").

## Uso
Quest'espressione sembra opporsi diametralmente alla locuzione latina in cauda venenum, indicante invece il raffinato intento di riservare volutamente un colpo letale, sia esso metaforico o concreto, al termine di un processo apparentemente innocuo. In realtà con funzione antifrastica anche dulcis in fundo è utilizzata con il medesimo significato, come le espressioni italiane "adesso viene il bello!" e "Il bello sempre all'ultimo!".

## Demistificazione linguistica
La locuzione anonima ha origine sconosciuta e non è documentata nella letteratura classica a noi nota; in effetti la sua traduzione vulgata è fuorviante: Enzo Mandruzzato ha segnalato questa espressione come "latino inesistente".
All'orecchio di un parlante latino l'espressione avrebbe infatti il seguente significato letterale:
"Una soave persona nella tenuta..."
con conseguente ellissi di un verbo a completare l'incipit. Mandruzzato commenta
Ma con quest'aria di apertura di romanzo un po' rosa, si pensa a una bella figura femminile che viene avanti...
L'ironia deriva dal travisamento di dulcis, di genere maschile o femminile sicuramente non neutro come la traduzione "il dolce" vorrebbe suggerire, e in fundo che significa "tenuta agricola coltivata" e non "estremità finale".